# East River Park
L'East River Park est un jardin public situé dans le quartier de Lower East Side dans l'arrondissement de Manhattan, à New York. Il s'étend le long de l'East River de Montgomery Street à la 12e rue. L'entrée sud offre de beaux points de vue sur le Manhattan Bridge et le Brooklyn Bridge. L'amphithéâtre, bâti en 1941 a été reconstruit après les attentats du 11 septembre 2001, et est souvent utilisé pour des spectacles publics. Le parc a récemment subi d'importantes rénovations et comporte maintenant des terrains de football américain, baseball, football, basketball, handball, courts de tennis, ainsi qu'une piste d'athlétisme et des pistes cyclables. On peut aussi y pratiquer la pêche. Le parc est traversé par le Williamsburg Bridge.

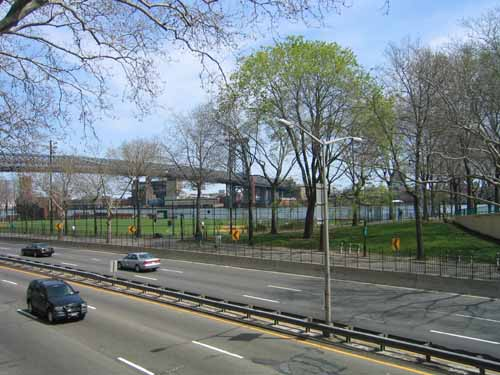
East River Park et le Williamsburg Bridge vus depuis la FDR Drive

Conçu au début des années 1930 par Robert Moses, East River Park a été ouvert en 1939. Auparavant, l'emplacement était un important embarcadère de marchandises puis il servit de refuge à de nombreux immigrants. Il est le plus grand espace vert de Lower East Side. Bien qu'il soit victime des nuisances de plus en plus importantes dues à l'accroissement de la circulation dans les rues alentour, il reste un lieu de repos pour les habitants de Lower East Side, en particulier en été grâce à la brise rafraîchissante de l'East River.